# آنا ماريا كرنوغوريفيتش
آنا ماريا كرنوغوريفيتش (من مواليد 3 أكتوبر 1990) لاعبة كرة قدم سويسرية. تلعب كمهاجم وظهير أيمن لنادي برشلونة في الدوري الأسباني، وتمثل منتخب سويسرا الوطني لكرة القدم النسائية . تعتبر لاعبة سريعة ذات قدرة رأسية جيدة،  تعتبر كرنوغوريفيتش إلى جانب رامونا باخمان واحدة من أكثر لاعبات كرة القدم موهبة في سويسرا.  

## مسيرتها المهنية

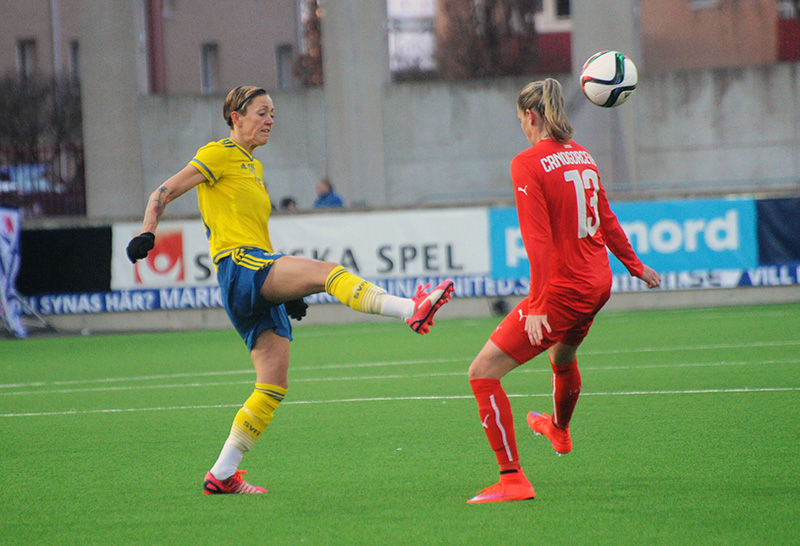
ماريا كرنوغوريفيتش مع منتخب سويسرا

بدأت مسيرتها مع ستيفسبورغ اف سي في سن 11. في عام 2004 ، انتقلت إلى روت-تشوارز ثون، ثم فيما بعد إلى ثون. في عام 2009 ، ساعدت روت شوارز على الفوز في نهائي كأس سويسرا . سجلت آنا هاتريك وفازت بنتيجة 8-0 على شليرن.  وكانت أيضا هدافة برصيد 24 هدفا في ناشوناليغا . في سبتمبر 2009 انضمت إلى فريق البوندسليجا الألماني هامبورجر اس في . ظهرت لأول مرة معه في 27 سبتمبر، وسجلت 3-2 في ايسن-تشونبيك . أنهت آنا أول موسم لها في ألمانيا بثمانية أهداف من 19 مباراة. 
بعد تصوير صورة لجسدها في صحيفة بيلد ، تم الإعلان عن آنا على انها اللاعبة الأكثر جاذبية في ألمانيا.  
وقعت آنا مع بورتلاند ثورنس إف سي قبل موسم الدوري الوطني لكرة القدم للسيدات 2018   و في ديسمبر 2019 ، وقعت مع برشلونة (النادي النسائي). 

## مسيرتها دولياً
رفضت آنا، التي تمتلك جنسية مزدوجة ، أسلوب اللعب لكرواتيا عندما كانت في السابعة عشرة.  سجلت 25 هدفاً في 29 مباراة لفريق سويسرا قبل بلوغها سن 19 عام. في بطولة UEFA للسيدات تحت 19 عام 2009 في روسيا البيضاء، وصلت إلى الدور نصف النهائي مع فريقها. في 12 أغسطس 2009 ، ظهرت لأول مرة مع المنتخب السويسري في مباراة ودية ضد السويد .  في أغسطس 2010 ، سجلت خمسة أهداف في مباراة التأهل لكأس العالم بنتيجة 8-0 على كازاخستان . 

## جوائز والقاب
- كأس سويسرا : 2009
- ناشوناليغا السويسرية: هدافة العام 2009
- DFB-Pokal : 2014
- دوري أبطال أوروبا للسيدات 2015

## روابط خارجية
- آنا ماريا كرنوغوريفيتش على موقع الاتحاد الدولي (مؤرشف)  (الإنجليزية)
- آنا ماريا كرنوغوريفيتش على موقع الاتحاد الدولي (مؤرشف)  (الإنجليزية)
- آنا ماريا كرنوغوريفيتش على موقع الاتحاد الأوربي (الإنجليزية)
- آنا ماريا كرنوغوريفيتش على موقع قاعدة بيانات كرة القدم.إي يو (الإنجليزية)
- آنا ماريا كرنوغوريفيتش على موقع Soccerway.com (الإنجليزية)
- آنا ماريا كرنوغوريفيتش على موقع عالم كرة القدم.نت (الإنجليزية)
- موقع الويب الخاص بفريق همبرغر للنساء
- مقابلة في dfb.de (بالألمانية)
- التقاط الصور في صحيفة بيلد
- الملف الشخصي في UEFA
- آنا ماريا كرنوغوريفيتش  على سكروي